# كلاتة ملا عزيز
كلاتة ملا عزيز (بالفارسية: کلاته ملاعزیز) هي قرية تقع في قسم دامن كوه الريفي (مقاطعة إسفراين) في إيران. يقدر عدد سكانها بـ 71 نسمة بحسب إحصاء 2016.